# سعید عسگر
سعید عسگر کسی است که سعید حجاریان، عضو سابق شورای شهر تهران را در ۲۲ اسفند ۱۳۷۸ با اسلحه ماکاروف و از ناحیه صورت ترور کرد و پس از آن به ۱۵ سال حبس محکوم شد، اما در کمتر از یک سال مورد عفو قرار گرفته و از زندان آزاد شده است. وی همچنین در سال ۱۳۸۲ به جرم رهبری گروهی ۲۵۰ نفره در حمله به خوابگاه دانشجویان دانشگاه علامه طباطبائی و ضرب و شتم دانشجویان و تخریب اموال دانشگاه محاکمه شده بود، که این امر مورد اعتراض وکیل دانشگاه مزبور قرار گرفت.

## ترور حجاریان
سعید عسگر به همراه سید محسن مجیدی هم‌دست او (راننده موتور ۱۰۰۰ بای ترور) حجاریان را در ۲۲ اسفند ۱۳۷۸ در روی پلکان ساختمان شورای شهر مورد سوءقصد قرار داد. گلولهٔ شلیک شده به گونهٔ سعید حجاریان اصابت کرد و وارد گردن او شد. او به طرز معجزه‌آسایی زنده ماند، با این وجود وی تا به امروز از عوارض این حادثه رنج می‌برد. سعید حجاریان پس از ترور، ضارب خود را بخشید. عسگر در زمان ترور بیست سال داشت و دانشجوی مهندسی شیمی دانشگاه آزاد اسلامی تهران جنوب بود. وی پس از دستگیری، به ۱۵ سال زندان محکوم شد، اما در کمتر از یک سال از زندان آزاد شد. همچنین وی اظهار داشت که خود مستقلاً دست به این اقدام زده و صاحب موتور سیکلت خودش بوده است. سید محسن (مرتضی) مجیدی نیز در زمان ترور دارای ۳۰ سال سن و تحصیلات دیپلم بوده، در آن هنگام، وی صاحب یک مغازه لوازم یدکی و تعمیرگاه موتور سیکلت‌های قدرتمند بوده است. وی به ۱۰ سال زندان محکوم شد.
بنابر اعلام رسمی، مباشرین ترور سعید حجاریان ۵ نفر بودند. سعید عسگر که به حجاریان شلیک کرده بود. علی پورچالویی، همدست سعید عسگر که طلبه و از اعضای فعال بسیج شهرری که دارای باشگاه ورزش رزمی نیز بود. مهدی روغنی که طبق صورتجلسه مربوط به بازشماری آرای انتخابات مجلس ششم، نماینده هیئت نظارت شورای نگهبان بود. محمدعلی مقدمی که با دادن نامه‌ای به آقای حجاریان، وی را جلوی ساختمان شورا متوقف ساخته بود و شخصی به نام صفر مقصودی که به مباشرین سلاح فروخته بود.

### نظر حجاریان دربارهٔ ترور
سعید حجاریان، ۱۵ سال بعد در مصاحبه‌ای نقش سعید عسگر در ترور خود را، همچون نقش ماشه دانست و گفت: «معتقدم سعید عسگر در جریان ترور من کاره‌ای نبود. عسگر تنها ماشه بود. آنهایی که ماشه را کشیدند مهم هستند.»

## حمله به خوابگاه دانشجویان
سعید عسگر در خرداد ۱۳۸۲ همراه با عده‌ای به خوابگاه شهید همت (طرشت) دانشگاه علامه طباطبایی حمله‌ور شدند.
سعید عسگر به اتهام شرکت در حمله مشکوک عده‌ای به خوابگاه شهید همت (طرشت) وابسته به دانشگاه علامه طباطبایی و بر اساس شکایت محمدباقر قالیباف فرمانده وقت نیروی انتظامی، از سوی مرتضوی دادستان عمومی و انقلاب تهران بازداشت شد.
وی در دادگاه بدون آنکه وکیلی اختیار کند حضور یافت و مدعی شد که مانند هزاران ایرانی فقط و فقط نظاره‌گر درگیری بین دانشجویان و نیروی انتظامی بوده و دانشجویان شعارهایی علیه مسئولان نظام و مقدسات می‌دادند. سعید عسگر همچنین اتهام اخلال در نظم عمومی را رد کرد و گفت: «اتهام اخلال در نظم را قبول ندارم. چون در آنجا نظمی حاکم نبود که من آن را برهم بزنم.»

## فعالیت در حوادث سال ۸۸
برخی رسانه‌ها مدعی بودند که سعید عسگر در جریان برگزاری انتخابات ریاست‌جمهوری سال ۸۸، از هواداران میرحسین موسوی بوده و در جریان تبلیغات انتخابات ریاست جمهوری با راه اندازی یک ستاد فرعی در سه راه تقی‌آباد شهرری به نفع نامزد اصلی اصلاح‌طلبان به فعالیت می‌پرداخته است. همچنین سعید عسگر و بازجویش در یکی از مصاحبه‌های تلویزیونی میر حسین موسوی در جریان تبلیغات انتخابات ریاست جمهوری، به همراه سعید حجاریان، آقای موسوی را همراهی می‌کردند. وی پس از حوادث خیابانی نیز توسط نهادهای امنیتی شناسایی شد.
با این حال مهدی روغنی از دوستان سعید عسگر در مصاحبه‌ای، حضور او در ستاد میرحسین موسوی را تکذیب کرده است و خود عسگر نیز می‌گوید که به او انگ میرحسینی زده‌اند.